# Echinodictyum flabelliforme
Echinodictyum flabelliforme är en svampdjursart som först beskrevs av Keller 1889.  Echinodictyum flabelliforme ingår i släktet Echinodictyum och familjen Raspailiidae. Inga underarter finns listade i Catalogue of Life.